# Arctosa tappaensis
Arctosa tappaensis är en spindelart som beskrevs av Gajbe 2004. Arctosa tappaensis ingår i släktet Arctosa och familjen vargspindlar. Inga underarter finns listade i Catalogue of Life.